# Tabarre
Tabarre (Haitianisch-Kreolisch Taba) ist eine Gemeinde in Haiti, die sich im Department Ouest und im Arrondissement Port-au-Prince befindet. Tabarre war ursprünglich ein Teil von Port-au-Prince und später von Delmas. Sie trennte sich von Delmas im Jahr 2002 während der zweiten Amtszeit des ehemaligen Präsidenten Jean-Bertrand Aristide.
Mit einer Bevölkerung von 108.877 Einwohnern (Schätzung aus dem Jahre 2015), bekannt als Tabarrois und Tabarroises, gilt Tabarre als die Handelsstadt von Port-au-Prince und ist Teil des Ballungsraums, der sich um die Hauptstadt Port-au-Prince herum bildet. Die Gemeinde Tabarre ist ein wichtiges Industrie- und Handelszentrum, da sie ein Transitpunkt für den Handel mit der Dominikanischen Republik bildet. In den letzten zehn Jahren hat sich die Gemeinde verstädtert und die landwirtschaftliche Fläche stellt nun nur noch einen kleinen Teil der Fläche dar.
Der internationale Flughafen Toussaint Louverture liegt in der Stadt. In der Stadt befindet sich auch die Universität Aristide Foundation for Democracy und die Botschaft der Vereinigten Staaten.
Der erste haitianische Teilnehmer an Olympischen Winterspielen, Richardson Viano, wurde in Tabarre geboren.
Im Rahmen der Krise in Haiti seit 2018 verhängte die Regierung am 19. Juli 2024 für einen Monat den Ausnahmezuständ (état d’urgence) über Teile der Gemeinde.